# Zoë Quinn
Pour les articles homonymes, voir Quinn.
Zoë Quinn est une personnalité américaine développant des jeux vidéos. Quinn naît le 13 août 1987 dans l'État de New York et son jeu Depression Quest, édité en 2013 par Twine et sorti sur Steam, est remarqué. En 2014, un article de blog de son ancien petit ami a démarré la controverse du Gamergate, dans laquelle Quinn a fait l'objet d'un harcèlement important.

## Biographie

### Enfance et éducation
Zoë Quinn naît le 13 août 1987 dans un village près des Adirondacks, dans l'État de New York. Grandissant en jouant beaucoup aux jeux vidéo, son favori est Commander Keen. Une dépression lui est diagnostiquée à l'âge de 14 ans.

### Carrière
À 24 ans, Quinn déménage au Canada. après avoir vu une publicité dans un journal, Quinn commence à suivre un programme de cours intensifs de six semaines sur la création de jeux vidéo et affirme y trouver sa vocation.
En février 2013, Quinn publie le jeu Depression Quest, un jeu à choix multiples qui retrace la vie d'une personne qui souffre de dépression, dans lequel la plupart des « bonnes » réponses sont bloquées en raison de la maladie du personnage principal. Quinn raconte de cette façon les dilemmes d'une personne qui rencontre des contraintes extérieures à sa volonté sur des actions pourtant simples, afin de mieux faire comprendre la dépression aux joueurs,. Quinn fait deux tentatives de passage sur Steam Greenlight, une fois en décembre 2013 puis une fois en août 2014. En août 2014, le jeu est accepté et publié par Steam. Depression Quest est cité dans un article de Playboy dans une liste de jeux vidéo qui parlent de la dépression.
Également en 2013, Quinn crée la Game Developer Help List, conçue pour rassembler les développeurs de jeux vidéo débutants et experts.
En 2014, Quinn reçoit une invitation à faire partie d'une série YouTube de télé-réalité au nom de code Game_Jap, censé regrouper un certain nombre de développeurs indépendants. Le projet est annulé. Quinn travaille aussi sur les jeux Fez, Jazzpunk et They Bleed Pixels. Enfin, Quinn travaille sur un jeu vidéo en full motion dont la vedette serait Greg Sestero : le projet est lui aussi annulé.
En 2015, Quinn est consultante en scénario pour le jeu iOS de Loveshack Entertainment, Framed,. Quinn écrit un chapitre de Videogames for Humans, un livre sur les jeux créés à partir de l'outil Twine. Quinn écrit aussi un chapitre du livre The State of Play: Sixteen Voices on Video Games, dans lequel Quinn raconte la création de Depression Quest et le harcèlement qui a suivi. Quinn apparaît aussi dans le documentaire GTFO.
En 2016, Quinn rédige le scénario d'une hantise de Widow's Walk, une extension du jeu de plateau Betrayal at House on the Hill.
En 2018, Quinn travaille avec l'auteur érotique Chuck Tingle sur un jeu de drague en full motion, dont le titre de travail est Project Tingler. En janvier 2018, Heart Machine nomme Quinn comme narrative designer, et la fait travailler sur le jeu Solar Ash, sorti en décembre 2021.

## Rôle dans la controverse du Gamergate
En août 2014, Eron Gjoni, un ancien petit ami de Quinn, poste un long article de blog racontant l'histoire de son couple avec Quinn. D'après l'article, Quinn aurait reçu des critiques positives d'un journaliste avec qui Quinn était en couple. Il s'avère plus tard que le journaliste a mentionné une fois, rapidement, l'article sans en faire une critique détaillée, et pas pendant leur relation,. Ces accusations démarrent la controverse du Gamergate. Pendant plusieurs années, Quinn est victime de harcèlement en ligne, incluant entre autres du doxing, des menaces de mort et des menaces de viol. Le harcèlement qui suit le Gamergate pousse à la reconnaissance du sexisme dans le milieu du jeu vidéo,.
Quinn doit quitter son domicile et travaille avec la police pour identifier les harceleurs. Quinn doit cesser de se rendre à des événements professionnels en raison des menaces reçues. Son psychologue affirme ne pas pouvoir l'aider, n'ayant jamais rencontré de situation comparable.
En 2019, Quinn affirme avoir eu une relation abusive avec Alec Holowka, surtout connu pour avoir travaillé sur Night in the Woods, au début de sa carrière. Une autre développeuse, Albertine Watson, l’accuse à son tour de la même chose. Il est alors licencié de son studio ; Holowka se suicide quelques jours plus tard. Le décès est annoncé par la sœur d'Holowka, en ajoutant qu'il suivait une thérapie et s’était amendé depuis les faits. Elle appelle ensuite à ne pas récupérer la douleur de sa famille pour lancer une campagne de harcèlement contre Quinn,,. Des internautes accusent Quinn de harcèlement, voire de meurtre, après ces faits et désactive temporairement son compte Twitter,.

## Engagement contre le harcèlement en ligne

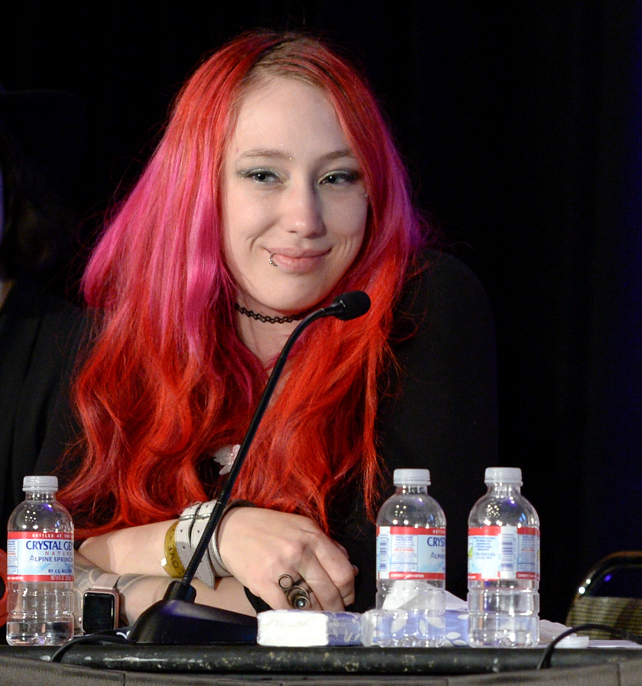
Zoe Quinn en mars 2016.

En janvier 2015, Quinn co-fonde Crash Override Network, un réseau d'experts spécialistes de l'aide aux victimes de harcèlement en ligne,. En mars 2015, l'association fusionne avec l'Online Abuse Prevention Initiative de Randi Harper,,.
Le 24 septembre 2015, Quinn fait un discours à l'Organisation des Nations unies avec Anita Sarkeesian au sujet du harcèlement en ligne. Dans son discours, Quinn demande aux entreprises de technologie de mieux modérer et réglementer leurs services pour protéger les groupes minoritaires. Quinn demande aussi de meilleures protections pour les femmes transgenres et les victimes de violence conjugale sur Internet.
En septembre 2017, Quinn publie ses mémoires sous le titre Crash Override: How Gamergate (Nearly) Destroyed My Life, and How We Can Win the Fight Against Online Hate. Le livre reçoit des critiques généralement positives : les critiques disent du bien de la façon dont Quinn traite les événements et la nuance utilisée pour qualifier les harceleurs, mais regrettent la narration trop saccadée,. Le livre est nommé finaliste du prix Hugo pour le meilleur livre non-fictif ou apparenté en 2018.

## Vie privée
En 2017, Zoë Quinn annonce s'identifier en tant que personne « non-cisgenre » et préfère utiliser les pronoms they/them en anglais.